# Dekanat Działoszyn
Dekanat Działoszyn – jeden z 36 dekanatów w rzymskokatolickiej archidiecezji częstochowskiej. Należy do regionu wieluńskiego.

## Parafie
W skład dekanatu wchodzi 10 parafii:
- Chorzew – Miłosierdzia Bożego
- Działoszyn – parafia bł. Michała Kozala BM
- Działoszyn – parafia św. Marii Magdaleny
- Kolonia Lisowice – parafia św. Marka Ewangelisty w Kolonii Lisowicach
- Krzeczów – parafia św. Zofii Wdowy w Krzeczowie
- Lipnik – parafia św. Andrzeja Boboli w Lipniku
- Raciszyn – parafia św. Jana Apostoła w Raciszynie
- Siemkowice – parafia św. Marcina BW
- Szczyty – parafia Wszystkich Świętych w Szczytach
- Trębaczew – parafia Nawiedzenia Najświętszej Maryi Panny w Trębaczewie